# Двойственная булева функция
Двойственная булева функция к булевой функции {\displaystyle f\colon E_{2}^{n}\to E_{2}} — функция {\displaystyle f^{*}\colon E_{2}^{n}\to E_{2}}, определяемая соотношением
{\displaystyle f^{*}(x_{1},\ldots ,x_{n})={\overline {f({\overline {x_{1}}},\ldots ,{\overline {x_{n}}})}}}
Понятие «двойственной функции» является очень важным в теории булевых функций и широко используется в ней:
- при помощи понятия двойственной функции определяется принцип двойственности для булевых функций;
- при помощи понятия двойственной функции определяется класс самодвойственных функций, который является одним из пяти предполных классов булевых функций.

Функция, двойственная к двойственной, совпадает с исходной функцией, то есть {\displaystyle f^{**}=f}. Функция, двойственная к которой совпадает с ней собой, называется самодвойственной.

## Примеры
- Константы двойственны друг к другу:

{\displaystyle c=0}
{\displaystyle c^{*}\!=1}
- Тождественная функция самодвойственна:

{\displaystyle f(x)=x}
{\displaystyle f^{*}\!(x)=x}
- Отрицание самодвойственно:

{\displaystyle f(x)={\overline {x}}}
{\displaystyle f^{*}\!(x)={\overline {x}}}
- Дизъюнкция двойственна к конъюнкции:

{\displaystyle f(x,y)=x\lor y}
{\displaystyle f^{*}\!(x,y)=x\land y}
- Исключающее или двойственно к эквиваленции:

{\displaystyle f(x,y)=x\oplus y}
{\displaystyle f^{*}\!(x,y)=x\leftrightarrow y}
- Импликация двойственна к обратной коимпликации:

{\displaystyle f(x,y)=x\rightarrow y}
{\displaystyle f^{*}\!(x,y)=x\not \leftarrow y}
- Обратная импликация двойственна к коимпликации:

{\displaystyle f(x,y)=x\leftarrow y}
{\displaystyle f^{*}\!(x,y)=x\not \rightarrow y}
- Штрих Шеффера двойственен к стрелке Пирса:

{\displaystyle f(x,y)=x\,|\,y}
{\displaystyle f^{*}\!(x,y)=x\downarrow y}
- Функция голосования самодвойственна:

{\displaystyle f(x,y,z)=m(x,y,z)}
{\displaystyle f^{*}\!(x,y,z)=m(x,y,z)}

## Принцип двойственности
Введём понятие двойственной булевой формулы. Пусть {\displaystyle \Phi } — булева формула. Двойственная к ней формула {\displaystyle \Phi ^{*}} индуктивно определяется следующим образом:
- Если {\displaystyle \Phi } имеет вид {\displaystyle \Phi =x}, где {\displaystyle x} — переменная, то

{\displaystyle \Phi ^{*}=x};
- Если {\displaystyle \Phi } имеет вид {\displaystyle \Phi =f(\varphi _{1},\ldots ,\varphi _{n})}, где {\displaystyle f} — функция арности {\displaystyle n}, {\displaystyle \varphi _{1},\ldots ,\varphi _{n}} — некоторые формулы, то

{\displaystyle \Phi ^{*}=f^{*}(\varphi _{1}^{*},\ldots ,\varphi _{n}^{*})}
Принцип двойственности: если формула {\displaystyle \Phi } задаёт относительно набора переменных {\displaystyle x_{1},\ldots ,x_{n}} функцию {\displaystyle f(x_{1},\ldots ,x_{n})}, то формула {\displaystyle \Phi ^{*}} задаёт относительно набора переменных {\displaystyle x_{1},\ldots ,x_{n}} функцию {\displaystyle f^{*}(x_{1},\ldots ,x_{n})}.
Из принципа двойственности следует следующее: если верно некоторое тождество {\displaystyle \Phi (x_{1},\ldots ,x_{n})=\Psi (x_{1},\ldots ,x_{n})}, то двойственное к нему тождество {\displaystyle \Phi ^{*}(x_{1},\ldots ,x_{n})=\Psi ^{*}(x_{1},\ldots ,x_{n})} тоже верно.  Это позволяет выводить новые тождества из известных, просто заменив все функции в тождестве на двойственные. Пример:
- Возьмём верное тождество {\displaystyle {\overline {x\land y}}={\overline {x}}\lor {\overline {y}}}. Заменив левую и правую формулы на двойственные получим {\displaystyle {\overline {x\lor y}}={\overline {x}}\land {\overline {y}}} — тоже верное тождество.[8]

Такое тождество называют двойственным тождеством.

Для различных нормальных форм можно получать двойственные к ним формы. Например, каждая функция {\displaystyle f} представляется в виде дизъюнктивной нормальной формы. Представим в ДНФ двойственную к ней функцию {\displaystyle f^{*}(x_{1},\ldots ,x_{n})=\Phi (x_{1},\ldots ,x_{n})}, а затем по принципу двойственности получим представление {\displaystyle (x_{1},\ldots ,x_{n})=\Phi ^{*}(x_{1},\ldots ,x_{n})}. Мы получили другую нормальную форму, перейдя к двойственной формуле. Такая нормальная форма называется двойственной нормальной формой к исходной нормальной форме. Двойственная нормальная форма к ДНФ — конъюнктивная нормальная форма. Аналогично можно получить, например, двойственную форму к полиному Жегалкина, которая также будет выглядеть как многочлен, но роль умножения в ней будет играть дизъюнкция, а роль сложения — эквиваленция. Такая нормальная форма называется кополином Жегалкина.

## Двойственные системы функций
Понятие двойственности распространяется на системы функций. Пусть {\displaystyle K\subseteq P_{2}} — система булевых функций. Двойственная система {\displaystyle K^{*}} определяется следующим образом:
{\displaystyle K^{*}=\{f^{*}|f\in K\}}
Примером двойственных систем является, например, класс функций, сохраняющих {\displaystyle 0}, и класс функций, сохраняющих {\displaystyle 1}. Классы линейных, самодвойственных, монотонных и всех булевых функций — самодвойственны.
Для операции дуализации систем верны следующие соотношения:
- {\displaystyle K=K^{**}}
- если {\displaystyle K\subseteq L}, то {\displaystyle K^{*}\subseteq L^{*}}
- если {\displaystyle K=[L]}, то {\displaystyle K^{*}=[L^{*}]}

Из третьего соотношения непосредственно следует, что
- двойственная система к замкнутому классу — замкнутый класс;
- если система {\displaystyle K} полна в замкнутом классе {\displaystyle L}, то и {\displaystyle K^{*}} полна в замкнутом классе {\displaystyle L^{*}};
- если система {\displaystyle K} базис в замкнутом классе {\displaystyle L}, то и {\displaystyle K^{*}} базис в замкнутом классе {\displaystyle L^{*}}.

Поэтому для самодвойственных замкнутых классов двойственная к базису система тоже является базисом. Примеры двойственных базисов в {\displaystyle P_{2}}:
- {\displaystyle \{\lnot ,\lor \}} и {\displaystyle \{\lnot ,\land \}};
- {\displaystyle \{\oplus ,\land ,1\}} и {\displaystyle \{\leftrightarrow ,\lor ,0\}};
- {\displaystyle \{|\}} и {\displaystyle \{\downarrow \}};